# 交楼申乡
交楼申乡，是中华人民共和国山西省吕梁市兴县下辖的一个乡镇级行政单位。

## 行政区划
交楼申乡下辖以下地区：
交楼申村、新舍窠村、陈家屹台村、白家坪村、新盛村、大坪上村、马家尧村、冯家沟村、阳湾则村、郝家湾村、白家寨村、奥家滩村、井沟渠村、向阳村、张家圪台村、安沟村、马家梁村、木尧村、张家岔村、康家庄村、王家庄村、孙家崖村、雷家沟村和宜宜沟村。